# IGTV
ИГТВ, скраћеница од Инстаграм Телевизија (енгл. Instagram Television), била је самостална Инстаграмова видео апликација за Андроид и iOS паметне телефоне. Омогућио је дуже видео записе у поређењу са Инстаграм фидовима. ИГТВ је био доступан као самостална апликација, иако је основна функционалност била доступна и унутар Инстаграм апликације и веб странице.
Услугу је покренуо и представио бивши извршни директор Инстаграма, Кевин Систром, на догађају уживо у Сан Франциску 20. јуна 2018. године, на којем су учествовали креатори као што је Леле Понс.
1. марта 2022. године, матична компанија Инстаграма, Мета, објавила је гашење ај-џи-ти-вија, због њихове жиже на Инстаграм Рилс. Апликација је уклоњена из продавница апликација средином марта, а сви ај-џи-ти-ви видео снимци су спојени у апликацију Инстаграм.

## Услуга
Ај-џи-ти-ви је од корисника захтевао да се пријаве са Инстаграм налогом. Мобилни уређаји су дозволили отпремање видео записа у трајању до 15 минута, са величином до 650 мегабајта, док су веб прегледачи за десктоп рачунаре дозволили отпремање до 60 минута, са величином до 3,6 гигабајта. Апликација је аутоматски репродуковала видео записе чим је покренута, што је Кевин Систром упоредио са видео домаћинима где прво мора да се лоцира видео.
Инстаграм налози са ај-џи-ти-ви каналом добили су ај-џи-ти-ви одељак на својој страници профила. Поред тога, отпремања на ај-џи-ти-ви могу се пресликати на повезану Фејсбук страницу.
У мају 2019. године, ај-џи-ти-ви је добио могућност да отпрема видео записе на предео.